# 龍騰四海
《龍騰四海》是1992年由霍耀良執導的一部香港黑帮電影，鄧光榮、劉德華、黎明、任達華、陳法蓉、吳家麗、李麗珍主演，1992年6月5日至6月18日期間在香港上映，是1992年全年最高開畫日票房的五大電影之一。演員黎明原定在此電影中參與15天的拍攝工作，惟因檔期關係而刪減戲份，改為客串演出5天。
类似电影有1990年的《再战江湖》。

## 剧情
龍日夫是台灣黑幫的老大，他遭到襲擊，由義子龍一拼命相救。龍日夫有意讓龍一成為他的繼承人，卻引起其親生兒子龍二及龍三的不滿。龍三派人殺害龍一行动未果，引起龙一的警惕和龙父的怨恨，龍二则借机殺掉龍三和父亲成为家族新首领，并派杀手小林追殺龍一。
龍一新婚妻子沈雪在婚礼上被刺客打伤，龙一带着伤妻被迫逃到了香港。到港后他成为一名运货司机，并结识了香港当地身手不凡的古惑仔大飞，大飞的姐姐、老闆娘麗姐则慢慢喜欢上了龙一。毒贩丧B要在大飞的地盘贩毒，遭到大飞的反对，双方因此结仇，一次大飞还销毁了丧B藏在车里的不少毒品；引得丧B及其大佬醉鸡到大飞的地盘砸场子并索要毒品，幸得龙一的出手相助，敌人被打退。龙一的好身手令大家都很吃惊，也让大飞感到心有不满，因为他觉得一直被龙一骗了。丽姐去龙一的住处找龙一想要示爱，却发现了瘫痪在床的龙妻，这令她很伤心。
杀手小林来港寻龙一，由于他一直崇拜着龙一，所以并未杀龙一，而是杀了丧B。龙一也从小林口中得知养父是被龙二害死的。龙一决定回台湾找龙二为父报仇，瘫痪在床的龙妻阿雪觉得自己是个累赘开枪自杀。为了躲避香港警方的抓捕，大飞带着女友去台湾避难，他俩与龙一同乘一搜船抵台。龙二想用钱收买大飞为他做事，大飞嫌龙二出的钱少予以拒绝，之后他就被龙二关了起来，后来他被小林释放。
龙一与龙二决战之日，小林现身帮龙二，大飞则帮龙一。激战中小林中弹身亡，龙二则被自己身上穿的炸弹炸死，龙一又成为家族的黑帮大哥。最后龙一带着手下又来到了香港去找丽姐。

## 演员
| 演員   | 角色   | 粵語配音 | 備註／關係                       |
| 鄧光榮 | 龍一   | 鄧光榮   | 龍日夫的義子                     |
| 任達華 | 龍二   | 黃志成   | 龍日夫的大兒子                   |
| 林保怡 | 龍三   | 朱子聰   | 龍日夫的二兒子                   |
| 田豐   | 龍日夫 | 源家祥   | 龍一之義父、龍二和龍三之親生父親 |
| 劉德華 | 大飛   | 朱子聰   |                                  |
| 黎明   | 小林   | 陳欣     | 殺手，龍二手下                   |
| 陳法蓉 | 沈雪   | 陸惠玲   | 護士，後與龍一結婚               |
| 吳家麗 | 阿麗   |          | 大飛的姊姊                       |
| 李麗珍 | 蚊子   | 曾秀清   | 大飛女友                         |
| 程東   | 喪B    |          | 醉雞手下，毒販                   |
| 陳惠敏 | 醉雞   |          | 喪B大佬                          |
| 王劍風 | 阿峰   |          | 龍一手下                         |
| 梁榮忠 | 炸兩   |          | 大飛手下                         |
| 關勇   |        |          | 龍一手下                         |
| 梁錦燊 |        | 黃子敬   |                                  |
| 黃金棠 |        |          |                                  |
| 許思敏 |        |          |                                  |
| 左頌昇 | 小朱   |          |                                  |

## 外部連結
- 互联网电影数据库（IMDb）上《龍騰四海》的资料（英文）
- 香港影庫上《龍騰四海》的資料（繁體中文）